# Родина-мать (Набережные Челны)
«Родина-мать» (тат. Ватан-ана) — мемориальный комплекс, расположенный в городе Набережные Челны и являющийся одной из его главных достопримечательностей. Открыт 9 мая 1975 года к 30-летию Победы.

## Описание
Мемориальный комплекс состоит из трёх частей: вечного огня, скульптуры Родины-матери и траурной стены, содержащей имена и фамилии (всего 6809 человек) жителей Набережных Челнов,не вернувшихся с фронта. Центральный объект мемориала - памятник Родина-мать представляет собой большую скульптуру, стилизованную под птицу Феникс, в виде крыльев которой, размещены барельефные изображения лиц героев Великой Отечественной войны.

## История
Идея создания в молодом строящемся городе монумента, посвящённого героям Великой Отечественной войны возникла в начале 1970-х годов и сразу же была поддержана комсомолом и одобрена  горкомом партии. Автором  памятника выступил молодой скульптор-монументалист Ильдар Ханов. Работы по возведению памятника были начаты не дожидаясь постановления вышестоящих органов, - в конце зимы 1975 года. Руководство города и партии рассчитывало, что будет возведена небольшая скульптура: женщина-мать либо солдат с ружьём. Однако в планах скульптора было создать монумент высотой 40 метров. Но в связи с отсутствием техники, способной поднять скульптуру на такую высоту, от этой идеи автору пришлось отказаться. По мнению специалистов, для строительства подобного сооружения требовалось как минимум 2-2,5 года, тем не менее «Родина-мать» была воздвигнута в кратчайшие сроки – за 2 месяца 17 дней.

— Каждый день со мной работали по 5-7 тысяч человек одновременно. С заводов людей присылали, трудились несколько батальонов железнодорожных войск, интернациональные бригады: из Чечни, Белоруссии, солдаты из Туркмении.   Строительство было инициативой комсомола, делали все на эмоциональном порыве, в три смены работали.
— Из воспоминаний Ильдара Ханова.
9 мая 1975 года - специально ко дню торжественного открытия мемориала был доставлен факел, зажжённый от вечного огня на Мамаевом кургане, в Волгограде, от которого в свою очередь был зажжён вечный огонь в Набережных Челнах.
Строительство и открытие памятника повлекло за собой благоустройство всего близлежащего  района. В течение полугода было приведено в порядок расположенное неподалёку кладбище, проложены трамвайные пути, построены новые дома, и сама площадь перед памятником.
С момента открытия памятника он неоднократно подвергался критике как со стороны жителей города, так и со стороны высшего руководства, считавшего, что он возведён не в лучших традициях советской скульптуры, а автор — не скульптор, а неизвестно откуда взявшийся студент, только что закончивший институт. Появилась даже байка, что присутствовавшая в 1975 году на открытии памятника межведомственная комиссия из Москвы приняла решение взорвать его, а автора отправить в тюрьму, но ввиду крепости железобетонной конструкции и глубокого 20-тиметрового фундамента попытки уничтожить памятник не увенчались успехом. Ситуация изменилась, когда во многих зарубежных изданиях начали появляться статьи с фотографиями монумента и положительными отзывами, многие из которых называли его лучшим памятником из посвященных войне. Монумент решено было оставить.
В связи со значительным обветшанием мемориального комплекса за его почти 40-летнюю историю, в 2013 году администрацией Набережных Челнов было принято решение произвести его реконструкцию за счёт благотворительных средств предпринимателей города, в результате которой к 9 мая 2014 года на месте мемориального комплекса появились дополнительные плиты мемориальной стены с именами героев, погибших после Великой Отечественной войны, большой экран, а также военная техника в виде двух боевых автомобилей и артиллерийской пушки. Общая стоимость затрат на реконструкцию составила 11 миллионов рублей.